# Walter Gigena
Walter Gerardo Gigena (Mar del Plata, Buenos Aires, Argentina, 17 de junio de 1983) es un futbolista argentino. Juega de delantero y su equipo actual es el Atlético Colegiales de la Primera B de Argentina. 

## Trayectoria
Juega de centrodelantero. Surgido de las divisiones inferiores de Ferro Carril Oeste. Debutó en ese club en el 2002. Estuvo hasta el 2003. Luego pasó a Argentino de Quilmes en el 2003. En el 2004 pasó a Tigre. En el 2004 pasó a Deportes Quindío de Colombia. Luego pasó a Platense en el 2005. En el 2005 pasó al fútbol sueco para jugar en el Örebro SK de ese país. En el 2006 pasó a Club Almirante Brown. En el 2006 pasó al Club Atlético Alvarado. En el 2007 pasó al Club Deportivo Victoria de Honduras. Actualmente juega en Atlético Colegiales.

## Clubes
| Club                    | País      | Año           |
| ----------------------- | --------- | ------------- |
| Ferro Carril Oeste      | Argentina | 2002-2003     |
| Argentino de Quilmes    | Argentina | 2003          |
| Tigre                   | Argentina | 2004          |
| Deportes Quindío        | Colombia  | 2004          |
| Platense                | Argentina | 2005          |
| Örebro SK               | Suecia    | 2005          |
| Almirante Brown         | Argentina | 2006          |
| Alvarado                | Argentina | 2006          |
| Flandria                | Argentina | 2007          |
| Club Deportivo Victoria | Honduras  | 2007-2008     |
| Atlético Colegiales     | Argentina | 2009-presente |

## Palmarés

### Campeonatos nacionales
| Título                           | Club  | País      | Año  |
| -------------------------------- | ----- | --------- | ---- |
| Apertura Primera B Metropolitana | Tigre | Argentina | 2004 |